# Lotna zmiana nogi

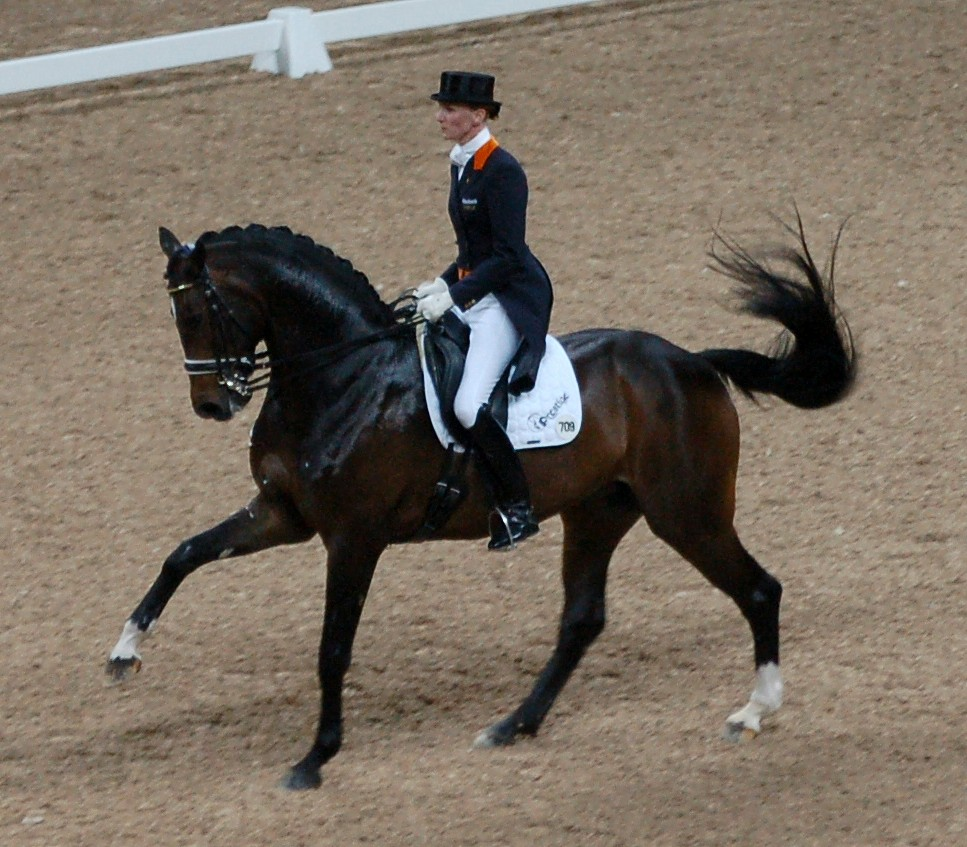
Lotna zmiana nogi

Lotna zmiana nogi – manewr polegający na tym, iż koń podczas galopu, znajdując się w fazie lotu zmienia nogę prowadzącą, na którą galopuje (czyli przednią nogę, którą stawia jako ostatnią przed fazą lotu).
Prawidłowo wykonana zmiana nogi jest niemalże niewyczuwalna dla jeźdźca. 
Lotna zmiana nogi jest zwykle wykonywana, aby noga prowadząca zgadzała się z kierunkiem zakrętu. Skręcając w lewo koń powinien galopować "na lewą nogę", a skręcając w prawo – "na prawą". Galop na przeciwną nogę (czyli tzw. kontrgalop) jest bardziej męczący dla konia.